# Jutmaru Sar
Jutmaru Sar (také Yutmaru Sar) je hora v pohoří Hispar Muztagh, části Karákóramu. Vrchol je vysoký 7 283 m n. m. a ležící v oblasti Gilgit-Baltistán v Pákistánu, 15 km severně od ledovce Hispar.

## Prvovýstup
První výstup na vrchol byl proveden v roce 1980 japonskou expedicí pěti mužů. 22. července se na vrchol dostali členové expedice Masahiro Motegi, Tadao Sugimoto a Yu Watanabe.